# Giro delle Alpi Apuane 1934
Il Giro delle Alpi Apuane 1934, quarta edizione della corsa, si svolse il 4 ottobre 1934 su un percorso di 200,2 km con partenza e arrivo a Massa. Aperto a professionisti e indipendenti, fu vinto dall'italiano Mario Cipriani, che completò il percorso in 7h17'00", alla media di 27,430 km/h, precedendo in volata i connazionali Aurelio Scazzola e Augusto Como.

## Percorso
La prova, organizzata dall'A.C. Massese, prese il via da Massa per avviarsi verso Pietrasanta, Viareggio, Massarosa, Monte Quiesa, Lucca, Ponte a Moriano, Borgo a Mozzano, Fornaci di Barga e da qui in salita, via Castelnuovo di Garfagnana (km 96), Camporgiano e Piazza al Serchio, fino a scollinare sul Montefiore e giungere a Reusa. Si discese quindi fino a Fivizzano e Soliera, e da questa località si affrontò la salita di Fosdinovo (vetta al km 169), superata la quale si percorse la strada in falsopiano di Spolverina scendendo fino a Carrara; da qui si rientrò, via Marina, a Massa, sede del traguardo.

## Ordine d'arrivo (Top 10)
| Pos. | Corridore         | Squadra            | Tempo    |
| ---- | ----------------- | ------------------ | -------- |
| 1    | Mario Cipriani    | Fréjus             | 7h17'00" |
| 2    | Aurelio Scazzola  | -                  | s.t.     |
| 3    | Augusto Como      | S.S. Girardengo    | s.t.     |
| 4    | Carlo Romanatti   | Ganna              | s.t.     |
| 5    | Clemente Grassi   | C. Battisti Milano | s.t.     |
| 6    | Adriano Vignoli   | V.S. Reno          | s.t.     |
| 7    | Ottavio Fagiolini | D. Odero Terni     | s.t.     |
| 8    | Orlando Teani     | Olympia            | s.t.     |
| 9    | Edoardo Stretti   | 35ª L. MVSN        | s.t.     |
| 10   | Alvaro Bini       | -                  | s.t.     |